# نادي الرشيد (اليمن)
نادي الرشيد تعز هو نادي يمني رياضي يلعب في الدوري اليمني، ويقع نادي الرشيد في محافظة تعز اليمنية، ويضم النادي العاب عدة منها كرة القدم وكرة السلة
والتايكوندو .